# Сонково
Сонко́во — посёлок городского типа (рабочий посёлок) в Тверской области России, административный центр Сонковского района и образованного в границах района Сонковского муниципального округа. Расположен в северо-восточной части области, в 127 километрах к северо-востоку от Твери. Крупный железнодорожный узел на пересечении Иваново-Рыбинско-Псковского широтного хода (линия Рыбинск — Бежецк — Бологое) и Савёловского железнодорожного радиуса (линия Москва — Савёлово — Сонково — Мга — Санкт-Петербург). В центральной части посёлка расположена крупная железнодорожная станция Сонково, на ней действуют несколько железнодорожных предприятий.
Посёлок возник в 1870 году во время строительства железнодорожной линии от Бологое до Рыбинска как посёлок при станции Савелино, которая в 1898 году стала узловой. В 1903 году посёлок переименован в Сонково, в 1924 году стал центром волости, в 1927 году получил статус рабочего посёлка, а в 1929 году стал центром вновь образованного Сонковского района. Во время Великой Отечественной войны посёлок находился в тылу советских войск; железнодорожный узел Сонково использовался для переброски военных эшелонов и грузов, эвакуации населения, дислокации воинских формирований; посёлок и станция сильно пострадали от бомбардировок немецкой авиации, однако в послевоенный период были восстановлены. 

## География

### Географическое положение и рельеф
Посёлок расположен на северо-востоке Тверской области, в 127 километрах к северо-востоку от Твери. В нескольких километрах к западу от посёлка начинаются склоны возвышенности Бежецкий Верх, а к востоку и северо-востоку — уклон в сторону Волги и Рыбинского водохранилища. Рельеф Сонково ровный (с некоторым уклоном в сторону поймы реки Каменки), высота местности над уровнем моря составляет примерно 170—180 метров. Почвы в основном представлены суглинками, уровень грунтовых вод высокий.
Ближайшие соседи — города Бежецк (в 28 километрах к западу), Красный Холм (в 31 километре к северу) и посёлок Кесова Гора (в 24 километрах к югу); несколько дальше (в 55 километрах к востоку) расположен посёлок Новый Некоуз, центр Некоузского района соседней Ярославской области. В окрестностях посёлка Сонково находится много сельских населённых пунктов, ближайшие из них — Сверчково (в 1 километре к северу), Лесные (в 2 километрах к северо-востоку), Блудки (в 1,5 километрах к югу), Савелиха (в 2 километрах к западу от центра посёлка), Гладышево.

### Планировка

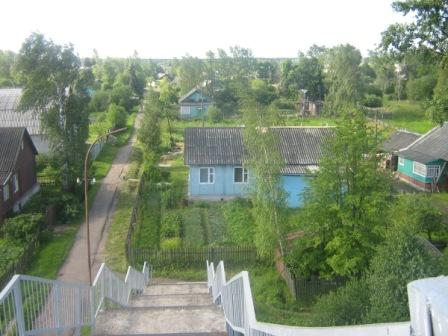
Южная часть посёлка (вид с пешеходного моста через железнодорожные пути)

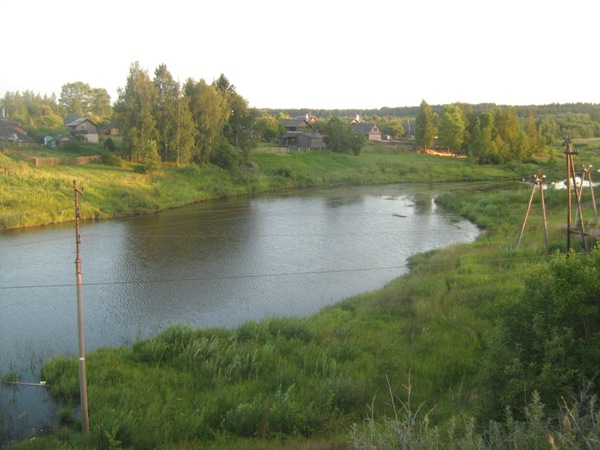
Пруд на реке Каменке (западная окраина посёлка)

Посёлок разделён железной дорогой на две примерно равные части — северную и южную. Центр Сонково — в северной части, у железнодорожной станции. В северной части посёлка находятся здание железнодорожного вокзала, улица Ленина с административными зданиями (включая администрации района и посёлка, районный суд, отделение милиции), офис сбербанка, торговый центр, строящийся рынок, одна из двух школ, центральная площадь, дом культуры, стадион «Локомотив» и другие объекты. В южной части посёлка расположены депо, электроподстанция, больница (больничный городок), кладбище. Северная и южная части населённого пункта соединены пешеходным мостом и железнодорожным переездом, расположенными в восточной горловине станции и смещёнными к востоку от центра посёлка.

### Гидрография
Посёлок находится в бассейне Верхней Волги. Через посёлок протекает река Каменка, которая начинается от болота у деревни Талашманы, а напротив деревни Фомино правым притоком впадает в реку Сить, впадающую в Рыбинское водохранилище. В черте посёлка река перегорожена двумя плотинами, образующими два пруда — верхний и нижний.

## История

### Дореволюционный период

Развитие железных дорог во второй половине XIX в. — первой половине XX в.

В 1867 году началось строительство частной Рыбинско-Бологовской железной дороги, которая должна была связать Среднюю Волгу с Николаевской железной дорогой и дать волжским товарам выход к Балтийскому морю.
В 1870 году было закончено строительство железнодорожного участка Бологое — Рыбинск протяжённостью 298 километров. На железнодорожной линии в 99 верстах от Рыбинска на землях, принадлежавшим дворянам Недовесковым (владельцам усадьбы Григорково, расположенной в 5 верстах к юго-востоку от станции), появилась железнодорожная станция Савелино, названная по расположенной в нескольких километрах от неё деревне Савелиха.

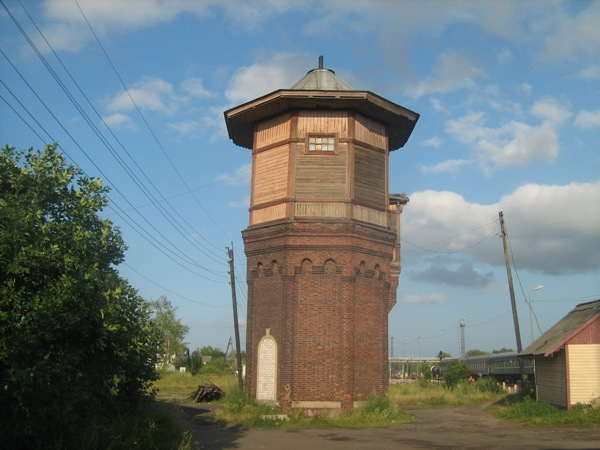
Кирпичная водонапорная башня, построенная в XIX веке

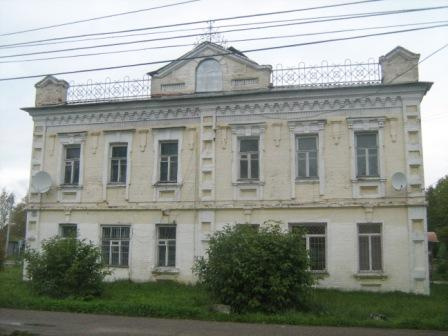
Дом Щеглова (конец XIX — начало XX в.)

При строительстве железной дороги построили двухпутный мост через речку Каменку, а для обеспечения заправки водой паровозов на правом берегу Каменки было построено здание водокачки. Позднее рядом с водокачкой появились другие служебные помещения, жилые дома железнодорожников и их семей. Пристанционный посёлок быстро развивался, а владелец усадьбы Григорково С. А. Недовесков, хозяйство которого после крестьянской реформы 1861 года пришло в упадок, распродал земли рядом со станцией зажиточным крестьянам из окрестных деревень. Рядом со станцией открывались торговые лавки, трактиры, магазины. В 1880-е годы на станции были построены кирпичная водонапорная башня и деревянное двухэтажное здание вокзала, а вдоль железнодорожного полотна — будка № 76, жилой дом № 1, казарма № 77 и рабочий барак.
В 1898 году была построена железнодорожная ветка от Савелина до Кашина, а в 1899 году — и до Красного Холма, станция превратилась в узловую, а посёлок — в железнодорожный узел. В мае 1897 года на строительстве железной дороги произошла крупная забастовка из-за невыплаты зарплаты рабочим, более тысячи человек не вышли на работу. 5 ноября того же года подрядчик скрылся с деньгами, не рассчитавшись с рабочими, и начались беспорядки; для урегулирования конфликта привлекались чиновники и войсковые подразделения из Кашина. После продления железной дороги от Кашина в южном направлении на ней появилась станция Савёлово. Наличие двух станций с похожими названиями на одной железнодорожной линии приводило к путанице при отправке грузов, в связи с чем в 1903 году станция была переименована в Сонково — по названию пустоши Сонково (Саньково), прилегающей к станции.
В конце XIX — начале XX века посёлок активно развивался как торговый центр, увеличивался объём грузов, принимаемых и отправляемых станцией, а также транзитных грузов. Среди вывозимых грузов значительную долю составляли дрова (более половины от общего объёма вывоза), а также мясо, сыр, овёс, льняное семя; среди ввозимых — мука, крупы и другие продовольственные товары, поступавшие в основном из Рыбинска. В 1900-е годы в разных частях посёлка возникли несколько хуторов; построены кирпичные заводы И. Ф. Попкова и И. И. Будилова, Спасская церковь, многочисленные торговые лавки и магазины. В 1901 году открылось первое учебное заведение в посёлке — сельская одноклассная церковно-приходская школа, которая содержалась на средства железной дороги. В первый год в ней обучалось 38 детей — 22 мальчика и 16 девочек из Савелино и восьми ближайших к нему деревень. В 1909 году на станции Сонково при участии Московско-Виндаво-Рыбинской железной дороги был построен Спасский храм.

### Советский период

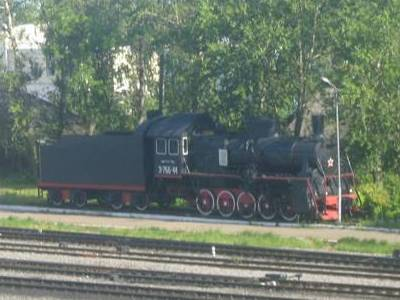
Паровоз Э-766-44, осуществлявший военные перевозки в годы Великой Отечественной войны и установленный на вечную стоянку на станции Сонково в 1995 году.

Советская власть была установлена в посёлке (как и на остальной территории нынешнего Сонковского района) в 1918 году; при этом в одной из публикаций упоминаются только Васьянский и Койский волостные советы, созданные в январе и апреле 1918 года, а также Сонковский поселковый совет, который «осенью 1918 года уже существовал», в другой — указывается точная (и несколько более ранняя) дата — 10 января 1918 года. К 1924 году экономическое и культурное влияние посёлка на окрестные сёла и деревни было закреплено административно, из Константиновской и Литвиновской волостей была выделена Сонковская волость, с центром в посёлке Сонково, а в 1927 году он получил статус рабочего посёлка. В июле 1929 года в составе Бежецкого округа Московской области был образован Сонковский район, административным центром которого стал посёлок. В 1930-е годы в посёлке были построены локомотивное депо, льнозавод (1930), машинно-тракторная станция (1931), открыты амбулатория и железнодорожный клуб. 12 апреля 1931 года вышел первый номер районной газеты «Дело Октября». В 1935 году Сонковский район вошёл в состав вновь образованной Калининской области (ныне — Тверская область). В 1930-е годы некоторые жители посёлка и работники железнодорожных предприятий пострадали от сталинских репрессий. Так, в феврале 1937 года по подозрениям в «вредительской деятельности по развалу Сонковского паровозного депо» были арестованы начальник депо Н. М. Уфимцев и ещё 3 железнодорожника; в декабре 1937 года арестован, а в марте 1938 года по сфабрикованному обвинению расстрелян машинист И. К. Вербжицкий (реабилитирован посмертно в декабре 1959 года).
Во время Великой Отечественной войны железнодорожный узел Сонково использовался для переброски эшелонов, перевозки военных грузов, эвакуации жителей оккупированных районов Калининской и других областей, а также для снабжения блокадного Ленинграда , в посёлке работал крупный эвакуационный пункт. В начале войны железнодорожный узел подвергался бомбардировкам немецкой авиации, первая бомбардировка была 12 октября 1941 года. Однако железнодорожникам удалось обеспечить бесперебойную работу железнодорожного узла. Во время войны сонковские железнодорожники, стремясь обеспечить необходимые перевозки и сэкономить государству топливо, проводили перегруженные поезда (иногда — рискуя жизнью, под обстрелом вражеской авиации). Как указано в одном из документов 52-й отдельной армии, в декабре 1941 года по станции Сонково проходила тыловая граница армии, а сама станция использовалась как распорядительная указанной армией совместно с Северо-Западным и Калининским фронтами. В апреле — июле 1942 года в посёлке была сформирована стрелковая дивизия, впоследствии получившая название «25 гвардейская Синельниковско-Будапештская Краснознамённая орденов Суворова и Богдана Хмельницкого мотострелковая дивизия». В послевоенные годы посёлок был полностью восстановлен.

### Население
Посёлок Сонково и Сонковский район относятся к Бежецкой системе расселения (центр межселенного обслуживания — г. Бежецк), охватывающей 9 районов на северо-востоке Тверской области и насчитывающей примерно 130,5 тысяч человек. Демографическая ситуация в посёлке, как и во всём районе, неблагоприятная, отмечаются превышение смертности над рождаемостью и отток трудоспособного населения (особенно молодёжи) в другие города и регионы. На 1 января 2010 года численность населения составила 4007 человек; снижение численности населения по сравнению с 2002 годом составило 570 человек, а по сравнению с 1989 годом — 1981 человек. В то же время снижение численности населения в посёлке Сонково (в котором, по состоянию на 1 января 2010 года, проживает 45,1 % жителей района) значительно меньше, чем в сельских местностях района, что объясняется переселением жителей из сёл с неустойчивой экономической ситуацией на сельхозпредприятиях в районный центр.
| 1939  | 1959  | 1970  | 1979  | 1989  | 2002  | 2006  | 2009  | 2010  |
| ----- | ----- | ----- | ----- | ----- | ----- | ----- | ----- | ----- |
| 3126  | ↗4937 | ↘4843 | ↗5048 | ↗5988 | ↘4577 | ↘4300 | ↘4072 | ↗4164 |
| 2012  | 2013  | 2014  | 2015  | 2016  | 2017  | 2018  | 2019  | 2020  |
| ↘4140 | ↘4124 | ↘4048 | ↘3984 | ↘3892 | ↘3842 | ↘3737 | ↘3629 | ↘3587 |
| 2021  |       |       |       |       |       |       |       |       |
| ↘3553 |       |       |       |       |       |       |       |       |

Национальный состав
По итогам переписи населения 2020 года проживали следующие национальности (национальности менее 0,1 % и другое, см. в сноске к строке «Другие»):
| Национальность | Численность, чел. | Доля     |
| -------------- | ----------------- | -------- |
| Русские        | 3421              | 96,28 %  |
| Чеченцы        | 21                | 0,59 %   |
| Украинцы       | 9                 | 0,25 %   |
| Таджики        | 7                 | 0,20 %   |
| Узбеки         | 5                 | 0,14 %   |
| Другие         | 90                | 2,54 %   |
| Итого          | 3553              | 100,00 % |

## Экономика

### Железнодорожный узел

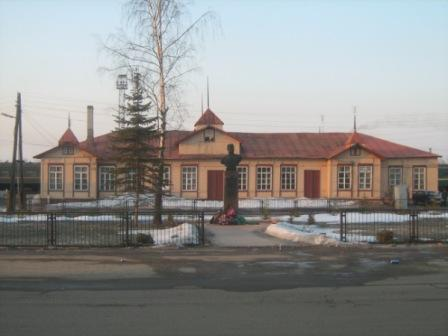
Здание железнодорожного вокзала (на переднем плане — памятник лётчику В. И. Андрианову)

Сонково — один из крупных железнодорожных узлов Тверской области. На территории посёлка расположена крупная узловая железнодорожная станция Сонково (код станции — 051106), находящаяся на пересечении Савёловского железнодорожного радиуса (Москва Бутырская — Савёлово — Сонково — Мга — Санкт-Петербург) и широтной железнодорожной линии Псков — Бологое — Рыбинск, относящаяся к Московскому отделению Октябрьской железной дороги и являющаяся междорожным стыковым пунктом (северное, западное и южное направление, а также сама станция относятся к Октябрьской, а восточное — к Северной железной дороге). Кроме того, Сонково — центр Сонковской дистанции пути, обслуживающей железнодорожные пути на участках Савёлово — Сонково — Овинище, Сонково — Бежецк — Бологое и Калязин — Углич. Железная дорога, узловая станция и депо на всём протяжении истории посёлка оставались для него градообразующим фактором.
Инфраструктуру станции составляют локомотивное хозяйство (ТД-54) — цех локомотивного депо Бологое (ТЧ-4), до 2000 года локомотивное депо Сонково было самостоятельным (ТЧ-16). Пассажирскую инфраструктуру составляют деревянный вокзал, который находится в северной части станции (с выходом к северной части посёлка, к проспекту Ленина и Вокзальной улице); две низкие платформы (одна боковая, другая островная), а также надземный пешеходный переход в восточной горловине станции. На станции также находится региональный центр связи № 8, обеспечивающий поддержание связи на железной дороги, в нём трудятся 32 человека.
Движение поездов по станции осуществляется в четырёх направлениях:
- в северном направлении — на Красный Холм — Пестово (с ответвлением на Весьегонск);
- в западном направлении — на Бежецк — Бологое;
- в восточном направлении — на Рыбинск — Ярославль;
- в южном направлении — на Кашин — Савёлово.

Основную часть перевозок по станции составляют грузовые (товарные) поезда — на станции они формируются и переформируются, меняют локомотивы. По данным на июль 2007 года, в среднем за сутки через станцию проходят 24 пары поездов без переформирования и ещё 5 с переформированием.
По станции с различной периодичностью проходят пассажирские поезда дальнего следования, соединяющие Санкт-Петербург с Ивановом, Самарой, Уфой, Ярославлем (имеется беспересадочное пассажирское сообщение с Костромой, Оренбургом, Пензой, Угличем, Уфой и другими городами с помощью прицепных вагонов). В Сонкове поезда дальнего следования стоят на станции от 15 до 35 минут, при этом меняют тепловозы и проходят переформирование.
Сонково считается «посёлком железнодорожников»; по словам начальника оборотного депо С. В. Ригина, по состоянию на 2009 год в посёлке работали около 800 работников Московского отделения Октябрьской железной дороги. По сведениям начальника станции Сонково Олега Городко, на предприятиях железнодорожного транспорта в посёлке работают жители не только самого посёлка, но и отдалённых сельских населённых пунктов района, их путь на работу и обратно занимает несколько часов.

### Улично-дорожная сеть и автотранспорт
Центральной улицей Сонкова является проспект Ленина, который расположен в северной части посёлка и проходит вдоль железной дороги (параллельно старейшей в населённом пункте Вокзальной улице, расположенной параллельно железной дороге «в один посад»). В западной окраине посёлка проспект Ленина переходит в дорогу на Бежецк (Р-85), в центральной части от неё ответвляется улица Клубная, которая идёт в северо-восточном направлении, переходя в дорогу на Некоуз и Красный Холм, а в восточной части — упирается в тупик с ответвлением по ул. Народная через железнодорожный переезд, после которого улица идёт в юго-восточном и восточном направлениях на Константиново. В общей сложности улично-дорожная сеть посёлка насчитывает 35 улиц с наименованиями.

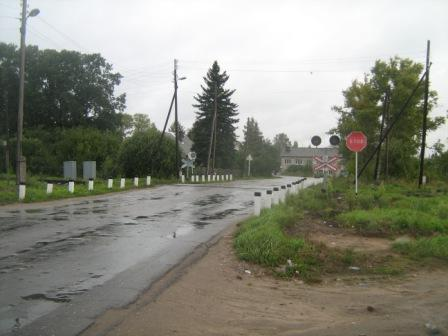
Железнодорожный переезд на восточной окраине посёлка

Основная автомобильная дорога, связывающая Сонково с остальной Тверской областью, — региональная дорога Р-85 на Бежецк (расстояние до Бежецка — 29 километров), являющаяся продолжением проспекта Ленина на запад; через Бежецк можно добраться до Твери, Вышнего Волочка, Кашина и других городов области, а через Тверь или Кашин — до Москвы. Вторая по значимости дорога — продолжение улицы Клубная с разветвлением на Красный Холм (с проездом в Весьегонск, Череповец, Вологду и другие города Вологодской области, а также на Сандово и далее через Новгородскую область — на Санкт-Петербург) и на Некоуз (с проездом на Рыбинск, Углич и другие города Ярославской области). Местные дороги связывают посёлок с сельскими населёнными пунктами Красномайский — Села, Кой — Зубарево, Талашманы, Беляницы. По данным районной администрации, посёлок связан асфальтированными дорогами со всеми населёнными пунктами — центральными усадьбами сельскохозяйственных предприятий.
Автобусное сообщение представлено несколькими пригородными маршрутами от Бежецка до Сонкова с продолжением до населённых пунктов Беляницы, Зубарево, Кой, Пищалкино, маршрутом Красный Холм — Лаврово — Сонково, а также единственным междугородним маршрутом Сонково — Бежецк — Тверь. Своего автотранспортного предприятия в посёлке нет, большинство рейсов обслуживаются Бежецким автотранспортным предприятием и заходят на автостанцию, которая расположена недалеко от железнодорожного вокзала. Рейс на Красный Холм обслуживается Краснохолмским автопредприятием, автобусы которого не заходят на автостанцию, а начинают свой маршрут от торгового центра, также недалеко от железнодорожного вокзала. Внутрипоселковых автобусных маршрутов в Сонкове нет. Местным центром социального обслуживания населения организовано «социальное такси», услугами которого могут пользоваться инвалиды, члены многодетных семей и малообеспеченные граждане.
Строительством и ремонтом дорог занимается ОАО «Сонковское ДРСУ» (которое до второй половины 2000-х было государственным предприятием и преобразовано в ходе приватизации), на обслуживании которого, по словам руководителя организации, находится 356 километров дорог первого и второго класса (в том числе трасса Бежецк — Кесова Гора, расположенная за пределами Сонковского района), а также 20 мостов протяжённостью 582 погонных метра.

### Местная промышленность и энергетика

Сонковский офис Сбербанка

Кафе в центре посёлка

Помимо предприятий железнодорожного транспорта, в посёлке (по состоянию на конец 2000-х годов) функционируют два промышленных предприятия. Пищевая промышленность посёлка (который до 1990-х годов упоминался как один из центров пищевой промышленности Тверской области) представлена молокозаводом (ООО «Сонковское молоко»), который осуществляет выпуск цельномолочной продукции, масла, сыра и по состоянию на 2007 год занимал более 65 процентов рынка молока в районе; ранее в посёлке также действовал хлебокомбинат. Металлообрабатывающая промышленность представлена ОАО «Сонковоремтехснаб», которое работает с 1937 года, насчитывает 100 человек и выполняет работы по ремонту двигателей и сельскохозяйственной техники.
В посёлке расположена трансформаторная электроподстанция на 35/10 киловольт, которая считается морально и физически устаревшей. Предполагается, что её нагрузки будут к 2015 году переведены на соседнюю электроподстанцию Рассвет на 110/35/10 киловольт после установки на ней второго трансформатора.
В посёлке, начиная с конца 2000-х годов, осуществляется газификация. В августе 2008 года завершено строительство и осуществлён запуск разводящих газовых сетей. По сведениям главы района, на газовое отопление переведены несколько котельных, осуществляется строительство внутрипоселковых газовых сетей, подключение жилых домов и квартир к газовым сетям.

### Торговля и сфера услуг
Розничная торговля представлена торговым центром «Сонковский», расположенным на проспекте Ленина рядом с железнодорожным вокзалом и другими магазинами. В посёлке нет ни одной действующей гостиницы, ближайшая находится в Бежецке. По данным главы района, в посёлке планируется строительство сельскохозяйственного рынка. Банковская сфера представлена дополнительным офисом № 1558/060 Бежецкого отделения Сбербанка России.

### Жилой фонд и коммунальное хозяйство
В посёлке много каменных 2—3-этажных, а также деревянных домов.
В 2007 году из собственности Сонковского района в муниципальную собственность посёлка переданы 664 объекта недвижимости — квартир и жилых домов, относящихся к муниципальному жилому фонду.
В августе 2008 года в посёлке открыли двухэтажное общежитие для железнодорожников на 16 комнат. Ранее на его месте было заброшенное административное здание, его выкупила и реконструировала за 6 млн рублей Октябрьская железная дорога.

Новый дом, построенный по заказу Октябрьской железной дороги

В 2009 году построен и введён в эксплуатацию 24-квартирный жилой дом общей площадью 1566 м² для работников железной дороги, построенный по заказу Октябрьской железной дороги за 54 миллиона рублей, квартиры в этом доме предоставлены работникам станции, вагонного и локомотивного депо, дистанции пути. Кроме того, в посёлке реализуется и программа обеспечения жильём молодых семей, по которой в 2009 году смогли получить жильё 3 семьи.
В посёлке, как и во многих других населённых пунктах Тверской области, отмечены проблемы с качеством питьевой воды, возникающие из-за изношенности водопроводов. На отдельных улицах проводятся работы по обновлению водопроводных сетей.
В 2010 году районный суд, рассматривая заявление прокурора района, отметил наличие 14 несанкционированных свалок в посёлке и предписал администрации поселения выполнить свои обязанности по организации сбора мусора и ликвидации свалок.

## Местное сообщество

### Органы власти и государственные учреждения

Администрация посёлка Сонково

Посёлок является административным центром Сонковского района Тверской области, в центре посёлка находятся собрание депутатов и администрация района (глава администрации — В. Н. Михайлов). На территории посёлка также расположены Сонковский районный суд (в номинальном составе трёх судей, из которых фактически назначены и работают только двое), мировой судья, прокуратура Сонковского района, ОВД, отдел ГИБДД, отдел службы судебных приставов, территориальный пункт ФМС России, отделение федерального казначейства, налоговая инспекция, другие территориальные подразделения государственных органов и учреждений. В посёлке действует пожарная часть (ПЧ-51) и отдел государственного пожарного надзора, гарнизон пожарной охраны насчитывает 45 человек. Действует также государственное учреждение «Комплексный центр социального обслуживания населения», обслуживающий население района и подведомственный администрации Тверской области.
В 2005 году в границах посёлка создано новое муниципальное образование «городское поселение посёлок Сонково». 2 октября 2005 года впервые сформирован Совет депутатов посёлка в составе 10 человек сроком полномочий на 3 года, 14 октября Совет депутатов избрал главой посёлка Старченкову Ольгу Александровну. Должность главы администрации посёлка с 2006 года замещал Александр Григорьевич Возненко. В октябре 2010 года прошли выборы в Совет депутатов посёлка второго созыва по двум округам: 6-мандатному центральному и 4-мандатному железнодорожному, по результатам голосования избраны 10 депутатов, 8 из которых представляют партию «Единая Россия», один депутат — КПРФ и ещё один был избран как независимый кандидат, а в ноябре 2010 года новым главой администрации посёлка назначен Буров Олег Николаевич.
В 2022 году Сонковский муниципальный район с входящими в его состав поселениями преобразован в муниципальный округ; городское поселение посёлок Сонково как самостоятельный муниципалитет прекратил своё существование.

### Известные люди, связанные с посёлком
В начале XX века через посёлок и станцию неоднократно проезжал князь Михаил Иванович Хилков, министр путей сообщения Российской Империи, родовое имение которого располагалось в 13 верстах от посёлка. 2 августа 2016 года открыт монумент и обелиск министру МПС РИ Хилкову М. И..
В 1930-е годы в поселковой школе учился уроженец деревни Иванисово Бежецкого района Василий Иванович Андрианов, который впоследствии стал лётчиком-штурмовиком, участником Великой Отечественной войны, дважды героем Советского Союза, а уже в послевоенное время — генерал-майором авиации (в 1950 году возле железнодорожного вокзала установлен его бюст).
Известными в научных кругах стали сонковчане Гурий Александрович Якунин (1925—1998), доктор биологических наук, профессор патофизиологии, автор более 200 научных работы в области медицины (в том числе — работ по обучению детей с нарушением зрения), а также Владимир Дмитриевич Копенкин, кандидат технических наук, автор работ в области торфяного производства.

## Культура и социальная сфера

### Образование

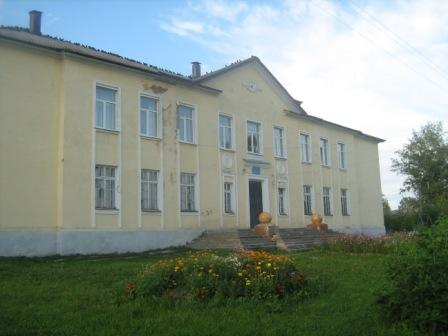
Средняя общеобразовательная школа № 9

Сонковская районная больница

В посёлке работают две средние общеобразовательные школы. Сонковская средняя общеобразовательная школа № 9 была основана в 1901 году как одноклассная церковно-приходская школа, в 1910 году преобразована в двухклассную, с 1946 по 2004 год имела статус школы при Ярославской (до 1951), Северной (до 1963) и Октябрьской железных дорогах; с 2004 года — государственная, а с 2005 года — муниципальная школа. По данным самой школы, на конец 2009-10 учебного года в ней насчитывалось 259 учеников. Другая школа (Сонковская средняя общеобразовательная школа) была основана в 1913 году как школа грамоты при станции Сонково Кашинского уезда, в 1914 году была преобразована в церковно-приходскую, в 1918 году — в трудовую четырёхлетнюю, в 1930 году — в семилетнюю, в 1936 году — в среднюю, в 1998 году получила статус муниципальной, а в 2006 году — базовой. По данным самой школы, в ней работают 25 учителей и обучаются 279 учеников. В школах посёлка обучаются дети, проживающие на территории не только самого посёлка, но и ближайших сельских населённых пунктов.
Имеются также учреждение дошкольного образования — детский сад № 110 станции Сонково Октябрьской железной дороги и учреждения дополнительного образования для детей — детская музыкальная школа и детско-юношеская спортивная школа. Адресной инвестиционной программой Тверской области в посёлке запланировано строительство нового детского сада на 90 мест.

### Здравоохранение, физкультура и спорт
В посёлке действует Сонковская центральная районная больница, рядом с которой находятся поликлиника и санэпидемстанция. В посёлке работают два участковых врача-терапевта, в зоне обслуживания каждого из которых находится участок примерно в 1800 человек. В посёлке также действуют амбулатория с медпунктом на станции; свой медпункт есть и в локомотивном депо.
В посёлке действует молодёжный культурно-спортивный центр «Радуга» с тренажёрным залом. Между командами предприятий посёлка и района традиционно проводятся соревнования по волейболу.

### Учреждения культуры и СМИ
В посёлке действует районное учреждение «Сонковская межпоселенческая библиотека», в структуру которого входят центральная библиотека и детская библиотека, расположенные в посёлке, а также 13 сельских библиотек, расположенных в сельских населённых пунктах района. Также в посёлке действует межпоселенческий дом досуга.
В Сонково издаётся районная газета «Сонковский Вестник» (ранее называлась «Знамя Ильича»).

### Религия

Обелиск Победы в Сонкове

С 2002 года в посёлке действует домовая церковь Царственных Страстотерпцев, приписанная к Крестовоздвиженскому храму с. Поводнево Сонковского района и расположенная во временном помещении.

### Памятники
В центре посёлка находится памятник архитектуры — каменное здание Спасской церкви, которая была построена к 1909 году на средства местных купцов и владельцев кирпичных заводов. В годы Советской власти церковь была закрыта, а её здание — переоборудовано под кинотеатр, который получил название «Родина». В последние годы здание находится в аварийном состоянии.
В 1945 году в посёлке установлен обелиск на братской могиле советских воинов, павших в годы Великой Отечественной войны. На привокзальной площади в 1950 году установлен бюст дважды Героя Советского Союза, лётчика-штурмовика Василия Ивановича Андрианова (скульптор А. С. Кондратов, архитектор А. И. Сотников). В 1975 году на улице 8 марта установлен памятник землякам, погибшим на войне. Впоследствии эти памятники также были отнесены к объектам культурного наследия.
У здания вокзала сохранилась старая водонапорная башня XIX века, использовавшаяся для заправки паровозов. У пешеходного моста через железнодорожные пути в 1995 году был установлен паровоз-памятник Эр-766-44 с надписью на мемориальной плите: «Этот паровоз — труженик! В годы Великой Отечественной войны возил снаряды, технику, солдат на Западный, Калининский, Ленинградский, Волховский, Карельский фронты».

### Культурные мероприятия
В конце июля — начале августа в посёлке отмечается день района, который приходится на день железнодорожника. Праздничные мероприятия по случаю местных и общероссийских праздников проводятся на стадионе «Локомотив», на центральной площади.